# Mailapur, Devadurga
Mailapur là một làng thuộc tehsil Devadurga, huyện Raichur, bang Karnataka, Ấn Độ.